# Montenescourt
Montenescourt ist eine französische Gemeinde mit 444 Einwohnern (Stand 1. Januar 2022) im Arrondissement Arras des Départements Pas-de-Calais. Sie liegt im Kanton Avesnes-le-Comte und ist Mitglied des Kommunalverbandes Campagnes de l’Artois.

## Lage
Montenescourt liegt etwa zehn Kilometer westlich von Arras. Hier entspringt der Bach Gy, der zur Scarpe entwässert.
| Habarcq   |         | Agnez-lès-Duisans |
|           | Kompass | Gouves            |
| Wanquetin |         | Warlus            |

## Sehenswürdigkeiten

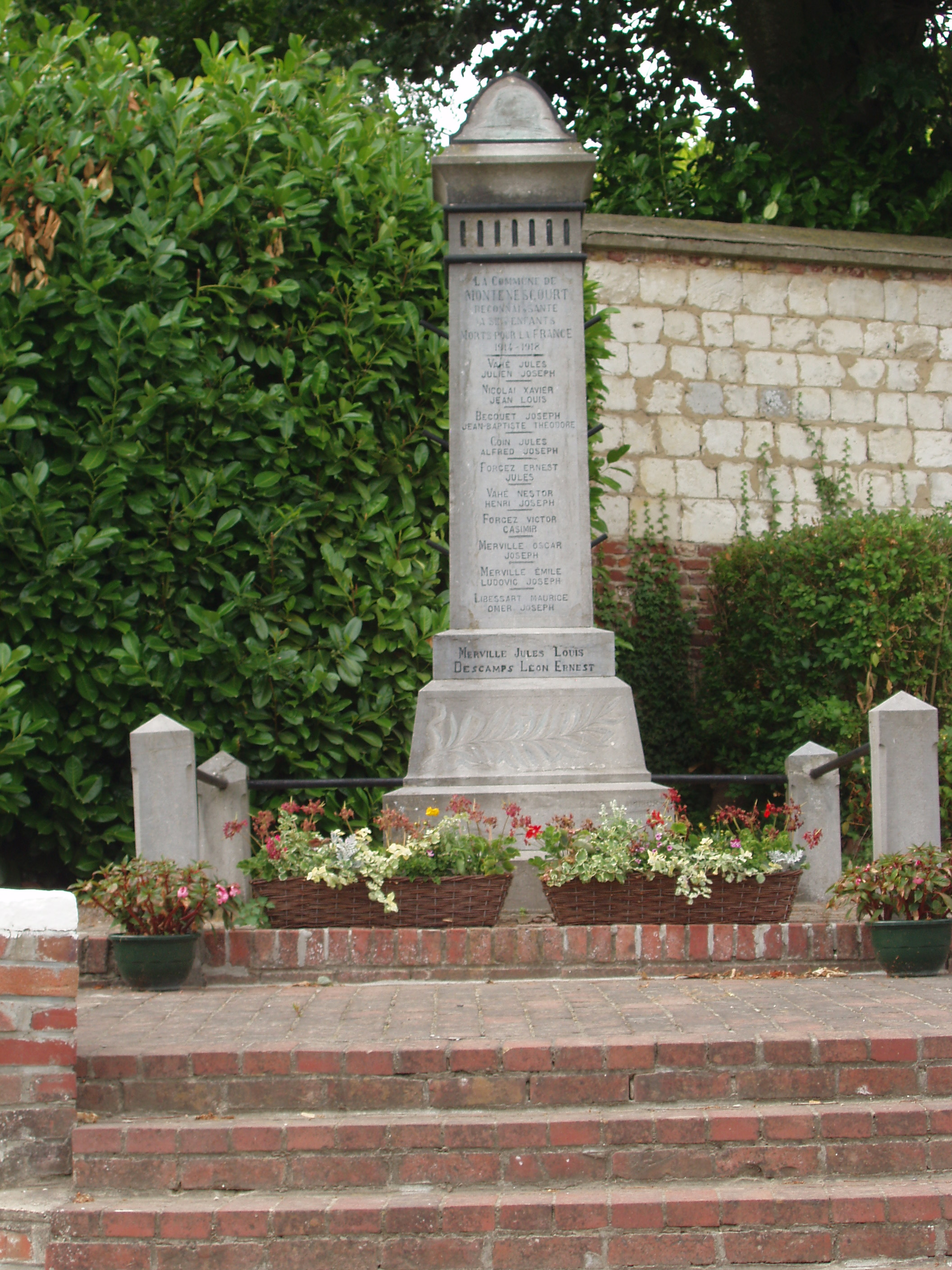
Kriegerdenkmal
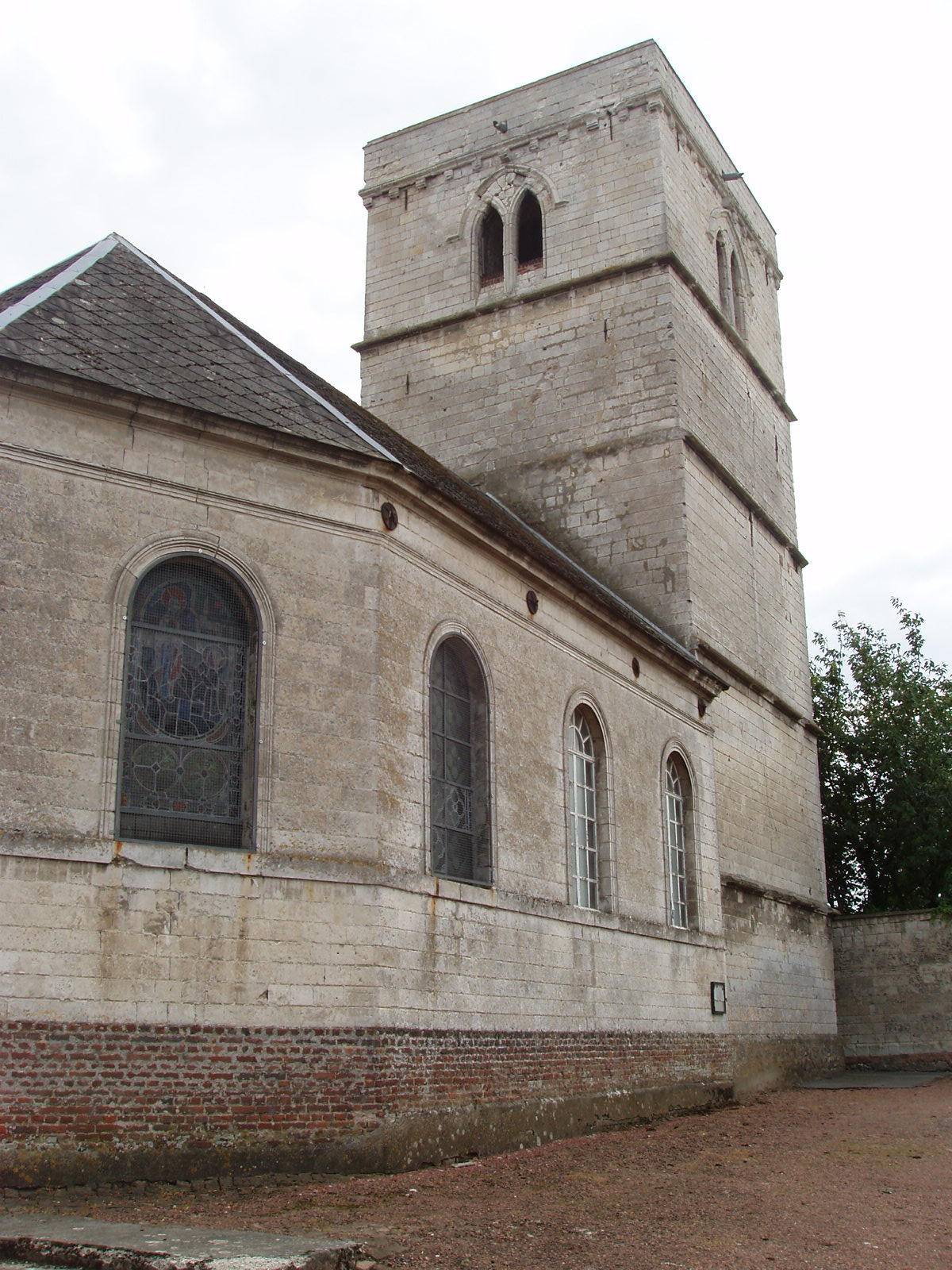
Kirche Saint-Léger